# Suarius vanensis
Suarius vanensis is een insect uit de familie van de gaasvliegen (Chrysopidae), die tot de orde netvleugeligen (Neuroptera) behoort. 
Suarius vanensis is voor het eerst wetenschappelijk beschreven door Hölzel in 1967.